# Radarstationen in Island
Den Luftraum um Island überwachten im Zweiten Weltkrieg 10 Radarstationen, die von Briten und Amerikanern errichtet wurden. In Island gab es vier militärische Radarstationen der NATO, die von Amerikanern errichtet wurden.
- H1-Reykjanes: Die ursprüngliche Station befand sich nördlich des Sandgerðisvegurs, der Straße 429, zwischen Keflavík und Sandgerði mit 2 Radomen. Zu dieser Anlage gehörten über 20 Gebäude. Die neue Station auf der Miðnesheiði mit einem Radom auf einem Gebäude liegt etwa 1,5 Kilometer südlich.
- H2-Langanes: Die ursprüngliche Station befand sich bei dem Berg Heiðarfjall von 1954 bis 1968 mit etwa 10 Gebäuden und einem Radom. Die aktuelle Station liegt auf dem Berg Gunnólfsvíkurfjall etwa 16 Kilometer südsüdwestlich.
- H3-Höfn: Auf der Landzunge Stokksnes lag diese Station mit über 15 Gebäuden, von denen nur noch das eine Gebäude mit dem Radom steht. Von der Ringstraße, westlich des Almannaskarð-Tunnels, gibt es eine 6,5 Kilometer lange Straßenzufahrt.
- H4-Vestfirðir: Auf dem Berg Straumnesfjall, 40 Kilometer nördlich von Ísafjörður, wurde diese Station von 1953 bis 1956 erbaut und bis 1960 betrieben. Jetzt stehen dort noch neun Ruinen. In der Bucht Látravík, einem Teil der Aðalvík, diente auch das Landungsboot zur Belieferung,[3] das jetzt in den Ostfjorden im Mjóifjörður zerfällt. Am Ufer der Látravík lag der eigene Flugplatz. Eine neue Station steht auf dem 638 Meter hohen Berg Bolafjall 4 Kilometer nordwestlich von Bolungarvík. Sie wurde am 18. Januar 1992 eröffnet.

Seit 2005 ist nur noch die Station Miðnesheiði / Reykjanes bemannt. Die anderen drei Stationen arbeiten ohne ständige Mannschaft. Alle Radarstationen oder ihre Ruinen sind auf den Luftbildkarten von Island zu erkennen.